# たんぽぽクレーター
『たんぽぽクレーター』は、筒井百々子による日本の漫画作品。『プチフラワー』（小学館）にて、1983年7月号から1985年1月号にかけて連載された。単行本は小学館PFビッグコミックスより全2巻。

## 概略
地球に擬似氷河期が訪れた21世紀初頭、月面に建造された医療専門のドーム都市“たんぽぽクレーター”を舞台に、人の心の荒廃と葛藤、そして失いかけた大切なものを取り戻していく過程を描く。

## あらすじ
ジョイことジョイス・C・マクローフリンは、月面医療都市“たんぽぽクレーター”で研修中の若きインターン。まだ子供だからと言う理由で医師免許試験の受験を許可されていないジョイは、その解禁日である18歳の誕生日を、そして地球へ帰る日を待ちわびていた。
しかし2007年のハロウィン、地球からの連絡や定期便が一斉に途絶え、月面の各都市は混乱に陥る。たんぽぽクレーターも例外ではなく、小さな患者たちの発病が混乱に拍車をかける中、ドーム都市の生命線である原子炉まで止められる事態となる。小さな患者たちを救うため、院長はジョイに、たんぽぽクレーターの地下に眠る患者のための専用電池を、病院の医療機器に繋ぎ直すよう命令する。それは、大勢の患者の命を救うために、一人の患者の命を犠牲にするという意味でもあった。たとえ大勢の命を救えても、そのために一人の患者を殺すことはできない、とジョイは拒否する。

## 主な登場人物
ジョイ / ジョイス・クリスティアン・マクローフリン
主人公。17歳。赤い癖っ毛とヘイゼルの瞳の、献身的で純真な少年。アメリカ・オーガスタ出身。飛び級により、わずか15歳で大学の医師課程を終えた天才児で、ジャンク品から対話型コンピューター「ハーゾク監督」を作り出し電波ジャックするほど電子工学にも造詣が深い。運動神経も良く、野球とテニスの試合を一日で掛け持つほどタフ。
2007年のクリスマス、大勢の患者を救うべきか一人の患者の命を守り続けるべきか、苦渋の末に下した決断は、彼のその後の人生を大きく変えることになる。
なお本作では描写されていないが、先天性の聴覚障害者であり、人工内耳の埋め込み手術を受けている（『ものまね鳥シンフォニー』より）。
エイドリアン・デイバイン
ジョイと同室の若い外科医で、ジョイにとっては兄のような存在。
キャサリンと言う妻がいるが、2007年のハロウィンに地球行きの定期便に乗り、行方不明となる。
マック院長 / ランディ・S・マックギルベリー
たんぽぽクレーターの院長で、ジョイにとっては父のような存在。アメリカ・カンザスシティ出身。専門は放射線。人相と口が悪く頑固だが、患者である子供たちのことを第一に考える人物。
1999年夏、ニューヨークに落ちたミニ水爆により被曝した（『小さき花や小さき花びら』より）。その影響で、右腕は精巧に出来た義手となっている。また妻と娘も再処理工場の事故で被曝し、亡くしている。
ダグ / ダグラス・フリン
アメリカのオハイオ州に住む少年。12歳だった2007年初夏、双子の兄弟レミイとミニキャンプをしている最中、墜落した軍事衛星の原子炉で被曝。マック院長の提案で、有効な治療薬が開発されるまで、たんぽぽクレーターの地下に秘密裏に埋設された冷凍睡眠装置で眠りに就くことになる。
明るく穏やかで芯の強い性格。亜麻色の髪に空色の瞳で、髪や目の色は違うが、ジョイにそっくり。
レミイ・フリン
ダグの双子の兄弟。12歳だった2007年初夏、ダグと共にミニキャンプの最中に付近に軍事衛星が墜落したが、丘に遮られて被曝せずに済んだ。
感情豊かで寂しがりや。亜麻色の髪に空色の瞳で、髪や目の色は違うが、ジョイにそっくり。
パチョーレク
サングラスと結んだ長髪が特徴的な青年。アメリカ政府から月に派遣された情報部員。アトランタ出身。しかし擬似氷河期の始まりに伴い、地球の本部が潰れ失業。転職しながらジョイやたんぽぽクレーターに関わっていく。

## 書誌情報
1. 1984年10月20日初版発行 ISBN 4-09-178491-7
2. 1985年3月20日初版発行 ISBN 4-09-178492-5